# 韩世昌 (昆曲演员)
韩世昌（1898年—1977年），曾用名伯伍，号君青，男，河北高阳人，中国昆曲表演艺术家，北方昆曲剧院首任院长。被誉为“昆曲大王”。